# Русский язык в Сербии

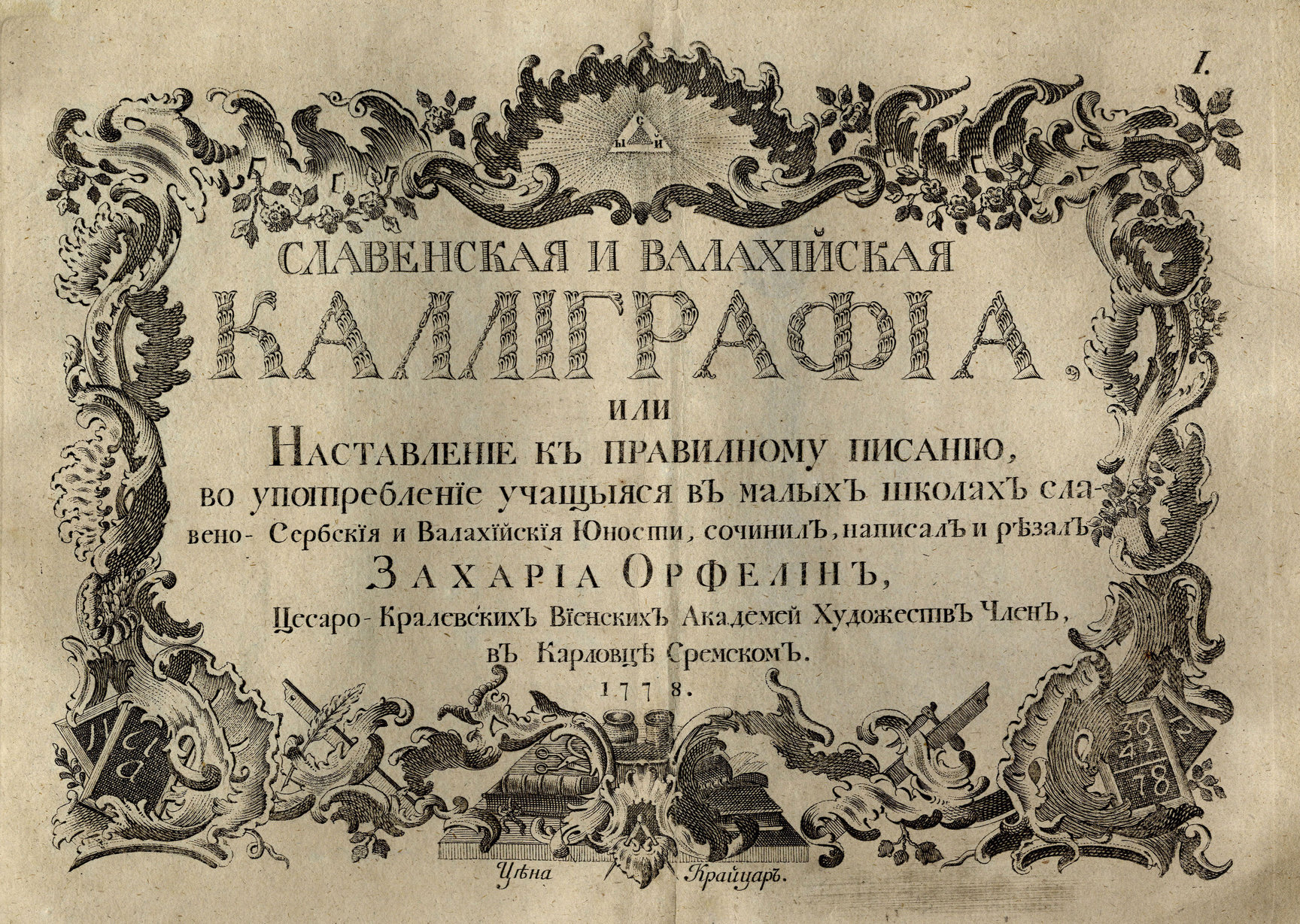
«Славенская и валахiйская каллiграфiа или Наставленiе къ правилному писанiю» Захарие Орфелина, Сремски-Карловци, 1778

Традиция изучения русского языка в Сербии была заложена в первой половине XVIII века. В том же и следующем столетиях русский язык, а также синодальный извод церковнославянского языка были близки к тому, чтобы занять место единого литературного и обиходного языка сербов, однако языковая реформа Вука Караджича, осуществлённая властями Австро-Венгрии в 1868 году, направила развитие сербского языка по пути исключения русского влияния.
В дальнейшем популярность русского языка в Сербии колебалась вслед за изменениями в двусторонних отношениях между Сербией и Россией, а также их историческими формациями. Пиком популярности русского языка в Республике Югославия, образовавшейся после Второй мировой войны и включившей в себя Сербию, стали 1960-е—1970-е годы, когда русский язык изучался в сербских школах почти повсеместно. К концу 1980-х годов русским языком, в той или иной степени, владели более половины жителей Сербии.
После распада СССР, Восточного блока и самой Югославии позиции русского языка в Сербии сильно пошатнулись. На 2021 год это четвёртый по популярности иностранный язык в Сербии после английского, немецкого и французского. В то же время, русский язык сохранил своё значение в сфере православного образования и общения, лидирует в сербских анклавах Косова и Метохии.

## История

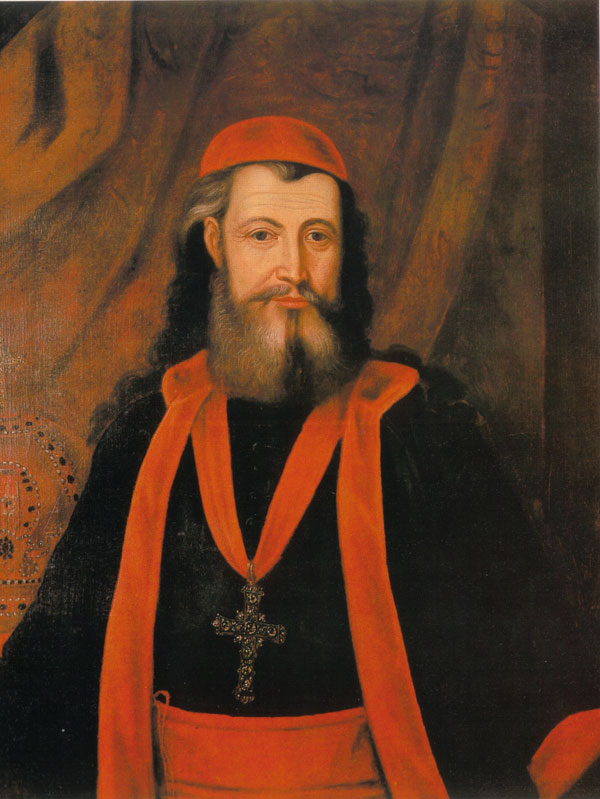
Моисей (Петрович), митрополит Белградо-Карловацкий, инициатор преподавания русского языка в Сербии

В августе 1725 года в Сербию по просьбе митрополита Белградо-Карловацкого Моисея (Петровича) от Синода был направлен учитель Максим Терентьевич Суворов, «для обучения тамошнего народа детей латинского и словенского диалектов». Жалованья ему было назначено 300 рублей в год. С собой Суворов привёз множество русских книг, семьдесят славянских грамматик, десять лексиконов на трёх языках, 400 букварей. В 1726 году он возглавил так называемую Славянскую школу, открытую в городке Сремски-Карловци на севере Сербии (в то время это была территория Австрии). В 1733 году директором школы стал другой российский подданный — выпускник Киевского коллегиума Эммануил Козачинский. Вскоре языком богослужений Сербской православной церкви стал церковнославянский в русской редакции. Длительное время у сербов не было единого литературного языка, и светские произведения создавались как на народном языке, так и на церковнославянском, русском, а также на их синтезе — так называемом славяносербском языке, к началу XIX века получившем распространение среди образованного населения Воеводины и сербской диаспоры в остальных частях Габсбургской монархии. Все эти языки, включая литературный русский, претендовали на роль единого языка сербов. Однако к 1868 году власти Австро-Венгерской монархии официально реализовали проект реформатора Вука Караджича на основе новоштокавского народного диалекта с примесью хорватской лексики. Язык, предложенный Караджичем, стал базой для современного литературного сербского языка.
В 1870-х годах, в период окончательного освобождения балканских славян от владычества Османской империи, решающую роль в котором сыграли действия России, в ряде учебных заведений княжества Сербии началось изучение русского языка. Его стали преподавать в богословских семинариях, в Высшей женской школе, Педагогической школе, Военной академии и в так называемой Великой школе (в 1905 году преобразована в Белградский университет).
После Октябрьской революции в Европе оказались тысячи русских беженцев и эмигрантов, силами и для нужд которых было открыто около 110 русских школ, большей частью начальных. В Сербии (КСХС), где появилось наибольшее количество таких школ, осело около 35 тысяч бывших российских подданных, в школах обучалось более 5 тысяч русских детей. Король Александр I Карагеоргиевич, сам — выпускник Пажеского корпуса в Санкт-Петербурге, создал все условия для обучения детей из России, взяв на себя расходы по содержанию русских школ. В этих школах ученики из России изучали, помимо прочего, сербский язык, но большинство занятий проводилось на русском.
В 1945 году, после окончания Второй мировой войны, решением Министерства просвещения только что образованной Республики Югославия русский язык был введён как обязательный предмет в сербских гимназиях. Однако последовавший вскоре информационный и дипломатический советско-югославский конфликт (1948—1953) на долгое время омрачил отношения двух стран. Причиной разногласий стали различия в представлениях о социализме и коммунизме в советских и югославских правящих кругах. Москва обвиняла Белград в отходе от интернациональных идеалов марксизма в сторону национализма, вождизме Тито, сближении с Западом, фактической реставрации капитализма. Конфликт привёл к почти полному исчезновению русскоязычной диаспоры и вытеснению русского языка из школ и вузов Югославии. Известно, что в 1951 учебном году на русское отделение Белградского университета поступил лишь один студент. Со смертью И. В. Сталина в 1953 году информационная война постепенно сошла на нет, но её последствия сказывались ещё несколько лет.

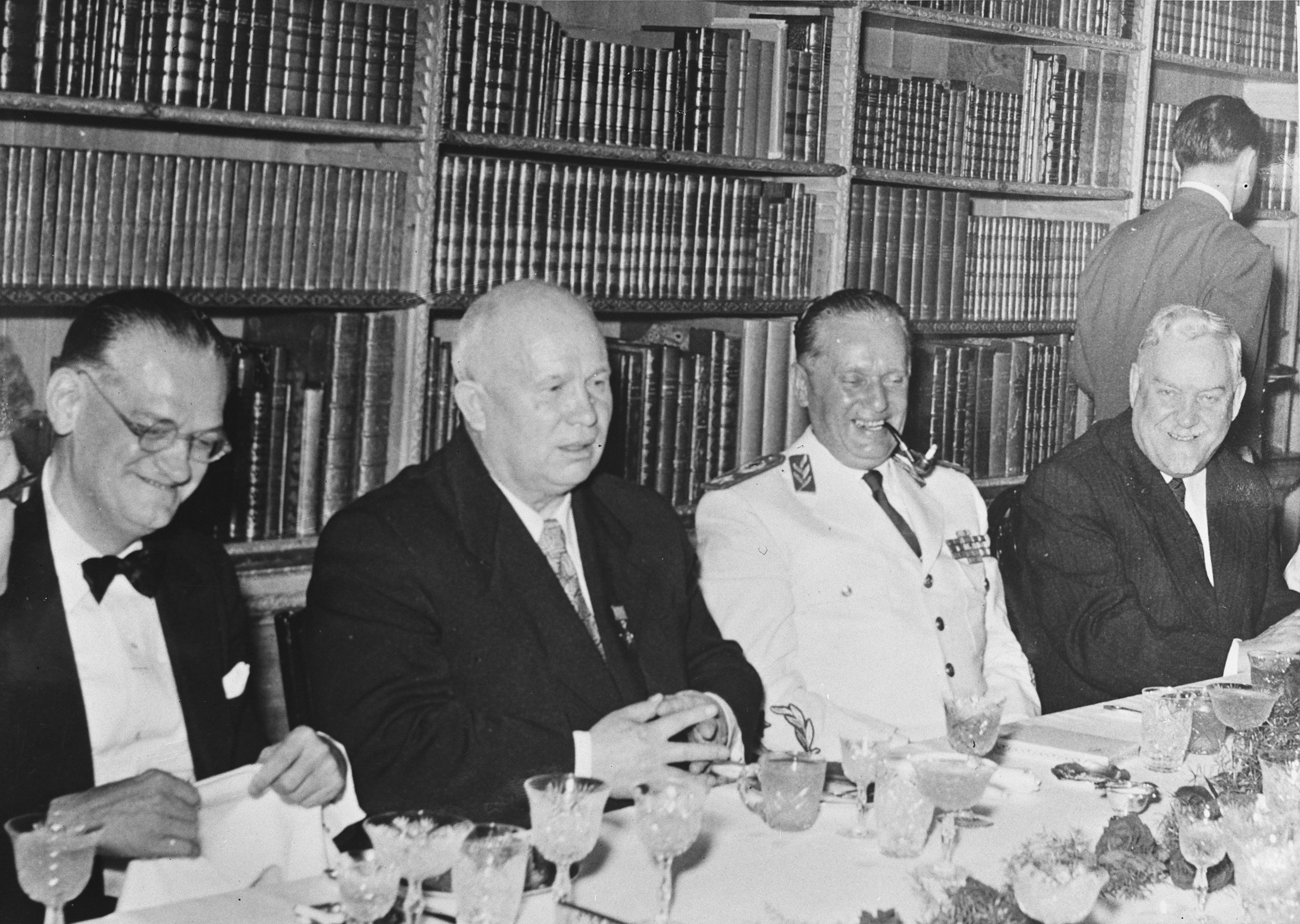
Визит советской делегации во главе с Н. С. Хрущёвым в Белград. Нормализация советско-югославских отношений. 1955

СССР под руководством Н. С. Хрущёва, а затем и Л. И. Брежнева предпринимал беспрецедентные меры для восстановления советско-югославской дружбы, и 1960—1970-е годы стали временем расцвета русского языка в сербских школах — его изучали больше половины школьников. При этом выстраивать систему обучения пришлось практически «с нуля», к этому процессу были подключены как ведущие советские русисты, так и имеющие отношение к системе образования и культуры представители русской диаспоры. Последние стали авторами большинства учебников и пособий для школ и вузов, в течение нескольких десятилетий выдержавших множество переизданий.
После смерти Тито в 1980 году Югославия погрузилась в глубокий системный политико-экономический кризис, сопровождавшийся подъёмом национализма в союзных республиках и краях. Позиции Советского Союза и русского языка в стране неуклонно снижались. Постепенно в сербских школах место первого иностранного языка, преподаваемого с первого класса, занимает английский язык, а русский становится «вторым иностранным по выбору», конкурируя с немецким и французским. Впрочем, в стране к тому времени был избыток учителей-русистов, и в ряде школ русский оставался безальтернативным «вторым иностранным». К концу 1980-х годов русским языков в Югославии владели более половины граждан страны, особенно в Сербии.
Распад СССР (1990—1991) вместе с роспуском Восточного блока (1991) предшествовали длительному и крайне болезненному распаду Югославии, продлившемуся с 1991 по 2008 годы.
Сербский славист Биляна Марич полагает, что к началу XXI века можно уже говорить об ущемлении русского языка в Сербии. На неподконтрольной Белграду территории Косова его изучение было полностью отменено в 1999 году. Резкое сокращение преподавания русского языка в сербских школах пришлось на 2002—2004 годы. Этот процесс не был санкционирован Министерством просвещения и проходил при попустительстве чиновников. Решение, как правило, принималось на местах директорами школ, следовавшими требованиям родителей. Вместо русистов, отправлявшихся на пенсию или выбывавших по иным причинам, набирались, часто низкоквалифицированные, учителя других языков: в первую очередь, немецкого, затем французского, итальянского, испанского. Отмечались случаи привлечения учителей китайского и японского языков, несмотря на отсутствие традиции изучения этих предметов в системе сербского среднего образования.
| 1990      | 2004      | 2010      | Общая численность населения (2010) | Доля владевших русским языком (2010, %) |
| --------- | --------- | --------- | ---------------------------------- | --------------------------------------- |
| 4 200 000 | 2 100 000 | 1 400 000 | 7 121 000                          | 19,7                                    |

### Современность
Практически все дети в Сербии изучают в начальной школе английский язык и, согласно законодательству, не могут заменить его при переходе в среднюю школу. Соответственно, в начальных (восьмилетних) и средних (четырёхлетних) школах русский язык преподаётся только как второй иностранный по выбору. Число школ с безальтернативным русским в качестве второго иностранного крайне мало, например, по состоянию на 2015 год в Белграде оставалось всего 3 таких школы.
В целом, число школ с преподаванием русского языка продолжает сокращаться, вместе с количеством и профессиональным уровнем учителей. Сами преподаватели среди причин этого явления называют:
- произвол директоров,
- запрет на смену первого иностранного языка в процессе обучения[10],
- низкую престижность русского языка по отношению к немецкому и французскому[11].

В 2012 году около ста учителей русского языка и литературы подписали открытое обращение в защиту своих предметов:

Значительная часть детей и молодежи в Сербии лишается возможности познакомиться с великой русской культурой и цивилизацией. <…> Нет логики в том, что для сербского школьника важнее познакомиться с двумя западными цивилизациями, а о крупнейшей славянской цивилизации они не узнают ничего за все время обучения в школе.
Оригинальный текст (серб.)Огромном броју деце и омладине у Србији ускраћује се могућност да се упознају са великом руском културом и цивилизацијом. <...> Нема логике да је за српског ђака важније да упозна две западне цивилизације, а да о највећој словенској, кроз своје школовање не сазна ништа.

Сербскими обывателями часто высказывается соображение, будто бы русский язык — не вполне иностранный, а всего лишь «чуть-чуть изменённый сербский», и потому изучать его не имеет смысла — это, якобы, удел отстающих.
Исследование сербского филолога Елены Гинич, опубликованное в 2018 году, показало, что «русский язык как второй иностранный в базовой школе изучает 20 % учеников, а русский язык как первый иностранный — всего 1 %». В сербских вузах преподавание русского языка на гуманитарных специальностях сократилось до двух или даже одного семестра. Исключением остаются богословские факультеты, где русскому языку отводится 4 семестра по 2 часа в неделю, а также 1 семестр в магистратуре. В целом аналогичная ситуация наблюдается и в Республике Сербской в составе Боснии и Герцеговины.
По данным Министерства образования Сербии на 2020 год, русский язык является четвёртым по популярности среди учащихся базовой и средней школы — его изучали около 68 тысяч человек (английский — 715,8 тыс., немецкий — 166 тыс., французский — 100 тыс.).
На отдельных сербских территориях, напротив, отмечается рост интереса к русскому языку. Это может быть проявлением гражданско-патриотической позиции, — в первую очередь, в северных анклавах Косова и Метохии, где доминирует сербское население, но эти регионы испытывают острую нехватку квалифицированных преподавателей-русистов. Среди других причин наметившего роста популярности русского языка в 2010-х годах — крупные совместные проекты, обусловившие расширение российского присутствия: покупка «Газпром нефтью» компании «Нефтяная индустрия Сербии», работа над проектом газопровода «Южный поток» (в итоге не реализованном), увеличение туристического потока из России в Сербию и Черногорию.
|                                                         | Число изучавших русский язык | Количество учебных заведений с преподаванием русского языка |
| ------------------------------------------------------- | ---------------------------- | ----------------------------------------------------------- |
| Сербия                                                  | 45 000                       | 595                                                         |
| Республика Сербская (Федерация Боснии и Герцеговины)    | 19 880                       | 39                                                          |
| АК Косово и Метохия (сербские анклавы на севере Косово) | 10 750                       | 55                                                          |

Исследования показывают, что в целом в Сербии спрос на русский язык выше предложения от государства. Отчасти этот спрос удовлетворяется частными школами иностранного языка и образовательными центрами, а также некоторыми местными, российскими и международными организациями.

### Организации и проекты поддержки русского языка

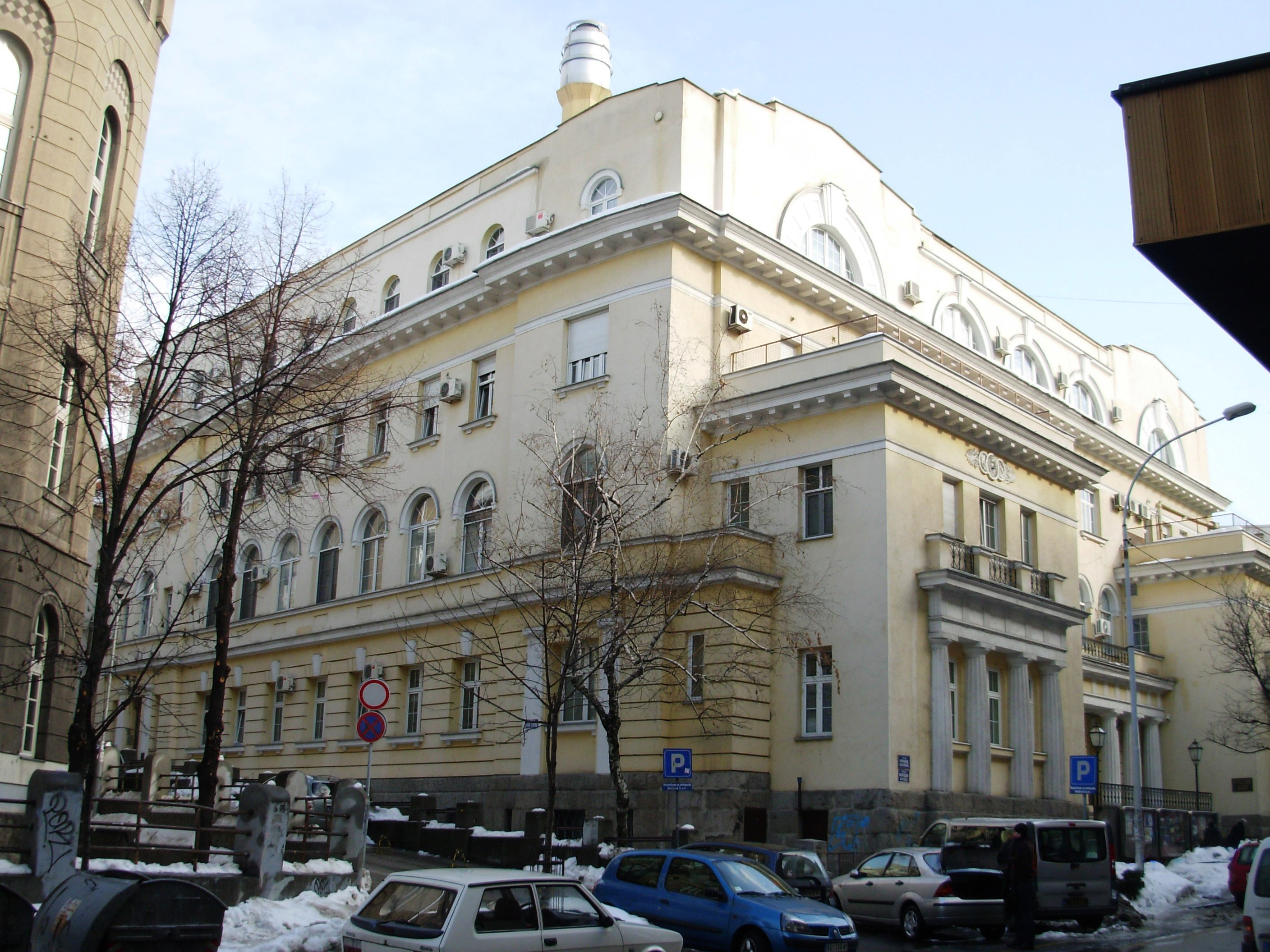
Российский центр науки и культуры в Белграде («Русский дом»), 2012

В Сербии активны несколько основных источников поддержки русского языка. Славистическое общество Сербии, старейшее из подобных общественных организаций, было основано в 1948 году и на конец 2011 года насчитывало 397 членов. Общество проводит курсы повышения квалификации, семинары, стажировки, тестирования. Общество сотрудничает с Гос. ИРЯ им. А. С. Пушкина, МИОО, РУДН, Международным педагогическим обществом в поддержку русского языка.
Славистическое объединение города Нови-Сада и АК Воеводина, основанное в 2000 году, насчитывает 78 членов. Общество русистов АК Косово и Метохии действует с 2010 года, в нём состоят 200 членов.
В Белграде находится одно из почти сотни зарубежных представительств Россотрудничества МИД России по продвижению русского языка, российской науки и культуры — Российский центр науки и культуры (РЦНК или сокращённо «Русский дом») — главный очаг русской культуры в Сербии. Здесь расположены одна из крупнейших русских библиотек в Европе и киноконцертный зал на 390 мест. На курсах русского языка при Русском доме ежегодно обучаются несколько сотен человек. Ещё более 250 человек обучаются русскому языку при Посольстве России в Сербии.
Нефтяная индустрия Сербии (НИС) — компания, на 51 % принадлежащая Газпрому — занимается поддержкой русского языка: финансируя проведения олимпиад, оплачивая стипендии на обучение в России, закупая современное учебное оборудование и методические материалы для школ. В 2014 году при финансовой поддержке НИС началось обучение в двуязычных русско-сербских классах в двух школах — в городах Нови-Сад (33 школьника) и Алексинац (24 школьника).
Ряд российских вузов имеют специализированные подразделения и программы очного обучения русскому языку (летние школы) для студентов из разных стран, включая Сербию. Существуют проекты онлайн-обучения русскому языку с интерфейсом на сербском или английском языках. Из государственных российских институций такие онлайн-проекты запустили, например, МГУ им. Ломоносова и телеканал Russia Today. Также сайт Russia Beyond Србија выделяет проект Russian For Free, мобильное приложение The Easy Ten и некоторые подкасты.